# Unix-Dateirechte
Die Unix-Dateirechte sind Dateiberechtigungen des Unix-Betriebssystems und dessen Derivaten, beispielsweise Linux und macOS. Sie werden als Metadaten der Unix-Dateisysteme bzw. im virtuellen Dateisystem verarbeitet und sind somit im gesamten Stammverzeichnis wirksam.
Die Berechtigungsaufteilung in Eigentümer, Gruppe und Andere gibt es seit UNIX-V4 von 1974. In früheren UNIX-Versionen gab es nur 6 Bit für die Dateirechte (Lesen/Schreiben für Eigentümer und Nicht-Eigentümer, Execute und Set-UID). Die aktuellen Unix-Dateirechte zeichnen sich durch eine einfache Struktur aus, die einerseits intuitiv von Menschen verwendet werden kann und andererseits keine hohen Ansprüche an Computer stellt. Trotzdem lassen sich mit diesen Dateirechten selbst komplexe Alltagsprobleme in einem Mehrbenutzerumfeld lösen.

## Grundlagen

### Benutzerklassen
Auf Unix-Dateisystemen besitzt jeder Inode, d. h. im Endeffekt jede Datei, eine Regelung der Zugriffsrechte.
Geregelt werden die Rechte folgender Benutzerklassen:
Eigentümer
(englisch user), ein spezifisches Benutzerkonto am Computer
Gruppe
(englisch group), eine spezifische Unix-Benutzergruppe
Sonstige
(englisch others), jeder andere, der nicht der Eigentümer oder ein Mitglied der Inhabergruppe ist.
Die effektiven Rechte, die ein Benutzer an einer Datei hat, werden in der hier genannten Reihenfolge vergeben. So hat beispielsweise der Eigentümer einer Datei all die Rechte, die ihm in dieser Position gegeben sind, ungeachtet der Rechte, die er als Gruppenmitglied hätte.
Der Eigentümer hat (im Falle nicht-feingranularer Rechte neben root) als einziger die Möglichkeit, die Dateirechte seiner Datei zu ändern oder den Dateiinhaber bzw. die -gruppe zu ändern (chown, chgrp). Im Falle feingranularer Rechte darf dies bei lokalen Dateien auch jeder Nutzer mit dem Recht PRIV_FILE_OWNER und es kann sogar sein, dass root dieses Recht nicht besitzt.

### Grundlegende Rechte
Jede der drei Benutzerklassen kann eines oder mehrere der folgenden Rechte zugewiesen bekommen:
Lesen
(englisch read) Der Benutzer darf aus der Datei lesen oder, im Falle eines Verzeichnisses, seinen Inhalt auslesen, allerdings keine Dateirechte dieser Dateien erfahren. Dieses Recht wird oft durch den Buchstaben „r“ für englisch read („lesen“) dargestellt und daher auch R-Bit genannt.
Schreiben
(englisch write) Der Benutzer darf in die Datei schreiben bzw. Dateien und Unterverzeichnisse in dem Verzeichnis erstellen, umbenennen, löschen und deren Dateirechte verändern. Dieses Recht wird oft durch den Buchstaben „w“ für englisch write („schreiben“) dargestellt und daher auch W-Bit genannt.
Ausführen
(englisch execute) Der Benutzer darf die Datei als Programm ausführen bzw. in das Verzeichnis wechseln und dort Dateien oder Unterverzeichnisse erreichen. Ohne das Lesen-Recht darf der Verzeichnisinhalt jedoch nicht ausgelesen werden. Dieses Recht wird oft durch den Buchstaben „x“ für englisch execute („ausführen“) dargestellt und daher auch X-Bit genannt.
Im Gegensatz zu Access Control Lists werden Rechte nicht vererbt. Neu erstellte Dateien in einem Verzeichnis haben demnach nicht notwendigermaßen die gleichen Rechte wie dieses Verzeichnis, sondern werden aus einer Rechtemaske (umask) des erzeugenden Programms abgeleitet. Die Gruppenzuordnung neu erzeugter Verzeichnisse und Dateien entspricht zunächst je nach Systemeinstellungen entweder der aktiven Gruppe des Benutzers (z. B. bei Linux) oder der Gruppe des enthaltenden Verzeichnisses (BSD Unix-Standard).

### Sonderrechte/erweiterte Rechte
Setuid
Wird eine Datei, die das Setuid-Bit gesetzt hat, ausgeführt, dann läuft der Prozess mit der effektiven User-ID des Dateieigentümers.
Bei einem Verzeichnis wird das Setuid-Bit bei Unix- und Linux-Systemen ignoriert. FreeBSD kann so konfiguriert werden, dass der Besitzer (UID) an neu angelegte Dateien in diesem Verzeichnis vererbt wird.
Setgid
Wird eine Datei, die das Setgid-Bit gesetzt hat, ausgeführt, dann läuft der dadurch erzeugte Prozess mit der effektiven Group ID der Inhabergruppe der Datei.
Angewendet bei einem Verzeichnis wird die Gruppe (GID) an im Verzeichnis neu angelegte Dateien vererbt.
Sticky Bit
Wird das Sticky-Bit für ein Verzeichnis gesetzt, hindert es Nutzer daran, Dateien von anderen Nutzern zu löschen (Die Dateien bleiben im Verzeichnis „kleben“). In der Vergangenheit wurde das Sticky-Bit bei Dateien verwendet, bei denen das Setzen des Bits bewirkte, dass nach der Ausführung der Datei der Programmcode im Arbeitsspeicher verblieb (bei Swapping-Systemen ohne Paging).

### Technische Hintergründe
In jedem Inode müssen folglich nun drei Informationen gespeichert werden, aus denen sich alle Informationen ableiten lassen:
- Die User-ID des Dateiinhabers
- Die Group-ID der Inhabergruppe
- Die Rechtemaske

Bei der Rechtemaske werden die oben genannten grundlegenden und erweiterten Rechte in 12 Bit kodiert gespeichert.

## Rechtenotation

### Oktalnotation
Sehr verbreitet ist die Notation der Dateirechte in der Oktalnotation. Diese besteht aus einer drei bzw. vier Ziffern langen Oktalzahl. Jeweils eine Ziffer repräsentiert dabei eine Benutzerklasse, in der Reihenfolge Eigentümer, Gruppe, Sonstige. Eine Ziffer setzt sich dabei als Summe aus den drei Rechten zusammen:
- 1 für Ausführen
- 2 für Schreiben
- 4 für Lesen

Jede Kombinationsmöglichkeit hat eine andere Ziffer zur Folge. 0 als Sonderfall bedeutet dabei, dass die Benutzerklasse keinerlei Recht am Objekt besitzt.
Es existiert zudem eine Oktalnotation, die vier Ziffern lang ist. Dazu wird der dreiziffrigen Oktalzahl eine vierte Ziffer vorangestellt, die die erweiterten Dateirechte repräsentiert. Analog zu den Dateirechten bildet sich die Ziffer als eine Summe der jeweils gesetzten Sonderrechte:
- 1 für das Sticky Bit
- 2 für das Setgid Bit
- 4 für das Setuid Bit

### Symbolische Notation
Die symbolische Notation ist im Gegensatz zur Oktalnotation eine handlichere Methode, Dateirechte zu notieren. Die Rechte der drei Benutzerklassen werden in der gleichen Reihenfolge wie bei der Oktalnotation – hintereinander – notiert, wobei das Recht jeder Klasse anstelle einer Ziffer durch ein Zeichentriplet repräsentiert wird. An Stelle des ersten Zeichens steht in diesem ein r (read), wenn das Lesen-Bit gesetzt ist. An der zweiten Stelle steht ein w (write), wenn Schreiben erlaubt ist. An der dritten Stelle steht x (execute) wenn Ausführen erlaubt ist. Falls ein Recht nicht gesetzt ist, wird dies durch ein - gekennzeichnet.
|                  | Eigentümer | Eigentümer | Eigentümer | Gruppe | Gruppe | Gruppe | Sonstige | Sonstige | Sonstige |
| Leserecht        | r          | -          | -          | r      | -      | -      | r        | -        | -        |
| Schreibrecht     | -          | w          | -          | -      | w      | -      | -        | w        | -        |
| Ausführungsrecht | -          | -          | x          | -      | -      | x      | -        | -        | x        |

Es entsteht ein String mit neun Zeichen. Die erweiterten Dateirechte werden darin an der Position 3, 6 und 9 angezeigt, wo sonst die mit x gekennzeichneten Ausführungsrechte stehen. Falls an dieser Position ein zusätzlich gesetztes Ausführungsrecht angezeigt werden soll, wird das erweiterte Dateirecht mit einem Kleinbuchstaben angezeigt; andernfalls mit einem Großbuchstaben. Wobei gilt: Die SUID- bzw. SGID-Bits werden mit S/s dargestellt und das Sticky Bit mit T/t.
| Ausführungsbit: | Nicht gesetzt | gesetzt   |
| --------------- | ------------- | --------- |
| SUID-Bit        | --S------     | --s------ |
| SGID-Bit        | -----S---     | -----s--- |
| Sticky Bit      | --------T     | --------t |

## Beispiele
|                                                  | Sonderrechte | Sonderrechte | Sonderrechte | Eigentümer | Eigentümer | Eigentümer | Gruppe | Gruppe | Gruppe | Sonstige | Sonstige | Sonstige |
| ------------------------------------------------ | --- | --- | --- | --- | --- | --- | --- | --- | --- | --- | --- | --- |
| Bezeichnung (Kennzeichen)                        | SUID (S/s) | SGID (S/s) | Sticky (T/t) | read (r) | write (w) | execute (x) | read (r) | write (w) | execute (x) | read (r) | write (w) | execute (x) |
| Wertigkeit                                       | 4 | 2 | 1 | 4 | 2 | 1 | 4 | 2 | 1 | 4 | 2 | 1 |
| Beispiel 1 – Dateirecht 0755                     | | | | | | | | | | | | |
| Gesetzte Bits                                    | Nein | Nein | Nein | Ja | Ja | Ja | Ja | Nein | Ja | Ja | Nein | Ja |
| Oktalwert                                        | 0 + 0 + 0 = 0 | 0 + 0 + 0 = 0 | 0 + 0 + 0 = 0 | 4 + 2 + 1 = 7 | 4 + 2 + 1 = 7 | 4 + 2 + 1 = 7 | 4 + 0 + 1 = 5 | 4 + 0 + 1 = 5 | 4 + 0 + 1 = 5 | 4 + 0 + 1 = 5 | 4 + 0 + 1 = 5 | 4 + 0 + 1 = 5 |
| Symbolische Notation                             | | | | r | w | x | r | - | x | r | - | x |
| Erläuterung                                      | Typische Dateirechte für eine ausführbare Datei (ein Programm oder ein Script). Nur der Eigentümer kann die Datei ändern. Alle anderen können sie lediglich lesen und ausführen. | Typische Dateirechte für eine ausführbare Datei (ein Programm oder ein Script). Nur der Eigentümer kann die Datei ändern. Alle anderen können sie lediglich lesen und ausführen. | Typische Dateirechte für eine ausführbare Datei (ein Programm oder ein Script). Nur der Eigentümer kann die Datei ändern. Alle anderen können sie lediglich lesen und ausführen. | Typische Dateirechte für eine ausführbare Datei (ein Programm oder ein Script). Nur der Eigentümer kann die Datei ändern. Alle anderen können sie lediglich lesen und ausführen. | Typische Dateirechte für eine ausführbare Datei (ein Programm oder ein Script). Nur der Eigentümer kann die Datei ändern. Alle anderen können sie lediglich lesen und ausführen. | Typische Dateirechte für eine ausführbare Datei (ein Programm oder ein Script). Nur der Eigentümer kann die Datei ändern. Alle anderen können sie lediglich lesen und ausführen. | Typische Dateirechte für eine ausführbare Datei (ein Programm oder ein Script). Nur der Eigentümer kann die Datei ändern. Alle anderen können sie lediglich lesen und ausführen. | Typische Dateirechte für eine ausführbare Datei (ein Programm oder ein Script). Nur der Eigentümer kann die Datei ändern. Alle anderen können sie lediglich lesen und ausführen. | Typische Dateirechte für eine ausführbare Datei (ein Programm oder ein Script). Nur der Eigentümer kann die Datei ändern. Alle anderen können sie lediglich lesen und ausführen. | Typische Dateirechte für eine ausführbare Datei (ein Programm oder ein Script). Nur der Eigentümer kann die Datei ändern. Alle anderen können sie lediglich lesen und ausführen. | Typische Dateirechte für eine ausführbare Datei (ein Programm oder ein Script). Nur der Eigentümer kann die Datei ändern. Alle anderen können sie lediglich lesen und ausführen. | Typische Dateirechte für eine ausführbare Datei (ein Programm oder ein Script). Nur der Eigentümer kann die Datei ändern. Alle anderen können sie lediglich lesen und ausführen. |
|                                                  | | | | | | | | | | | | |
| Beispiel 2 – Dateirecht 0664                     | | | | | | | | | | | | |
| Gesetzte Bits                                    | Nein | Nein | Nein | Ja | Ja | Nein | Ja | Ja | Nein | Ja | Nein | Nein |
| Oktalwert                                        | 0 + 0 + 0 = 0 | 0 + 0 + 0 = 0 | 0 + 0 + 0 = 0 | 4 + 2 + 0 = 6 | 4 + 2 + 0 = 6 | 4 + 2 + 0 = 6 | 4 + 2 + 0 = 6 | 4 + 2 + 0 = 6 | 4 + 2 + 0 = 6 | 4 + 0 + 0 = 4 | 4 + 0 + 0 = 4 | 4 + 0 + 0 = 4 |
| Symbolische Notation                             | | | | r | w | - | r | w | - | r | - | - |
| Erläuterung                                      | Mögliche Dateirechte für eine nicht ausführbare Datei (beispielsweise ein Textdokument), welche von Eigentümer und Gruppe bearbeitet, vom Rest allerdings nur gelesen werden kann. | Mögliche Dateirechte für eine nicht ausführbare Datei (beispielsweise ein Textdokument), welche von Eigentümer und Gruppe bearbeitet, vom Rest allerdings nur gelesen werden kann. | Mögliche Dateirechte für eine nicht ausführbare Datei (beispielsweise ein Textdokument), welche von Eigentümer und Gruppe bearbeitet, vom Rest allerdings nur gelesen werden kann. | Mögliche Dateirechte für eine nicht ausführbare Datei (beispielsweise ein Textdokument), welche von Eigentümer und Gruppe bearbeitet, vom Rest allerdings nur gelesen werden kann. | Mögliche Dateirechte für eine nicht ausführbare Datei (beispielsweise ein Textdokument), welche von Eigentümer und Gruppe bearbeitet, vom Rest allerdings nur gelesen werden kann. | Mögliche Dateirechte für eine nicht ausführbare Datei (beispielsweise ein Textdokument), welche von Eigentümer und Gruppe bearbeitet, vom Rest allerdings nur gelesen werden kann. | Mögliche Dateirechte für eine nicht ausführbare Datei (beispielsweise ein Textdokument), welche von Eigentümer und Gruppe bearbeitet, vom Rest allerdings nur gelesen werden kann. | Mögliche Dateirechte für eine nicht ausführbare Datei (beispielsweise ein Textdokument), welche von Eigentümer und Gruppe bearbeitet, vom Rest allerdings nur gelesen werden kann. | Mögliche Dateirechte für eine nicht ausführbare Datei (beispielsweise ein Textdokument), welche von Eigentümer und Gruppe bearbeitet, vom Rest allerdings nur gelesen werden kann. | Mögliche Dateirechte für eine nicht ausführbare Datei (beispielsweise ein Textdokument), welche von Eigentümer und Gruppe bearbeitet, vom Rest allerdings nur gelesen werden kann. | Mögliche Dateirechte für eine nicht ausführbare Datei (beispielsweise ein Textdokument), welche von Eigentümer und Gruppe bearbeitet, vom Rest allerdings nur gelesen werden kann. | Mögliche Dateirechte für eine nicht ausführbare Datei (beispielsweise ein Textdokument), welche von Eigentümer und Gruppe bearbeitet, vom Rest allerdings nur gelesen werden kann. |
|                                                  | | | | | | | | | | | | |
| Beispiel 3 – Dateirecht 4755                     | | | | | | | | | | | | |
| Gesetzte Bits                                    | Ja | Nein | Nein | Ja | Ja | Ja | Ja | Nein | Ja | Ja | Nein | Ja |
| Oktalwert                                        | 4 + 0 + 0 = 4 | 4 + 0 + 0 = 4 | 4 + 0 + 0 = 4 | 4 + 2 + 1 = 7 | 4 + 2 + 1 = 7 | 4 + 2 + 1 = 7 | 4 + 0 + 1 = 5 | 4 + 0 + 1 = 5 | 4 + 0 + 1 = 5 | 4 + 0 + 1 = 5 | 4 + 0 + 1 = 5 | 4 + 0 + 1 = 5 |
| Symbolische Notation                             | | | | r | w | s | r | - | x | r | - | x |
| Erläuterung                                      | Die Datei kann mit den Rechten des Eigentümers verwendet werden. Dies kann notwendig sein, wenn ein Programm root-Rechte benötigt, aber von normalen Benutzern aufgerufen werden soll, wie beispielsweise die Anwendung passwd (Passwortänderung; Eigentümer: root). Kennzeichnung durch den Kleinbuchstaben s wegen zusätzlich gesetzter Ausführungsrechte des Eigentümers. | Die Datei kann mit den Rechten des Eigentümers verwendet werden. Dies kann notwendig sein, wenn ein Programm root-Rechte benötigt, aber von normalen Benutzern aufgerufen werden soll, wie beispielsweise die Anwendung passwd (Passwortänderung; Eigentümer: root). Kennzeichnung durch den Kleinbuchstaben s wegen zusätzlich gesetzter Ausführungsrechte des Eigentümers. | Die Datei kann mit den Rechten des Eigentümers verwendet werden. Dies kann notwendig sein, wenn ein Programm root-Rechte benötigt, aber von normalen Benutzern aufgerufen werden soll, wie beispielsweise die Anwendung passwd (Passwortänderung; Eigentümer: root). Kennzeichnung durch den Kleinbuchstaben s wegen zusätzlich gesetzter Ausführungsrechte des Eigentümers. | Die Datei kann mit den Rechten des Eigentümers verwendet werden. Dies kann notwendig sein, wenn ein Programm root-Rechte benötigt, aber von normalen Benutzern aufgerufen werden soll, wie beispielsweise die Anwendung passwd (Passwortänderung; Eigentümer: root). Kennzeichnung durch den Kleinbuchstaben s wegen zusätzlich gesetzter Ausführungsrechte des Eigentümers. | Die Datei kann mit den Rechten des Eigentümers verwendet werden. Dies kann notwendig sein, wenn ein Programm root-Rechte benötigt, aber von normalen Benutzern aufgerufen werden soll, wie beispielsweise die Anwendung passwd (Passwortänderung; Eigentümer: root). Kennzeichnung durch den Kleinbuchstaben s wegen zusätzlich gesetzter Ausführungsrechte des Eigentümers. | Die Datei kann mit den Rechten des Eigentümers verwendet werden. Dies kann notwendig sein, wenn ein Programm root-Rechte benötigt, aber von normalen Benutzern aufgerufen werden soll, wie beispielsweise die Anwendung passwd (Passwortänderung; Eigentümer: root). Kennzeichnung durch den Kleinbuchstaben s wegen zusätzlich gesetzter Ausführungsrechte des Eigentümers. | Die Datei kann mit den Rechten des Eigentümers verwendet werden. Dies kann notwendig sein, wenn ein Programm root-Rechte benötigt, aber von normalen Benutzern aufgerufen werden soll, wie beispielsweise die Anwendung passwd (Passwortänderung; Eigentümer: root). Kennzeichnung durch den Kleinbuchstaben s wegen zusätzlich gesetzter Ausführungsrechte des Eigentümers. | Die Datei kann mit den Rechten des Eigentümers verwendet werden. Dies kann notwendig sein, wenn ein Programm root-Rechte benötigt, aber von normalen Benutzern aufgerufen werden soll, wie beispielsweise die Anwendung passwd (Passwortänderung; Eigentümer: root). Kennzeichnung durch den Kleinbuchstaben s wegen zusätzlich gesetzter Ausführungsrechte des Eigentümers. | Die Datei kann mit den Rechten des Eigentümers verwendet werden. Dies kann notwendig sein, wenn ein Programm root-Rechte benötigt, aber von normalen Benutzern aufgerufen werden soll, wie beispielsweise die Anwendung passwd (Passwortänderung; Eigentümer: root). Kennzeichnung durch den Kleinbuchstaben s wegen zusätzlich gesetzter Ausführungsrechte des Eigentümers. | Die Datei kann mit den Rechten des Eigentümers verwendet werden. Dies kann notwendig sein, wenn ein Programm root-Rechte benötigt, aber von normalen Benutzern aufgerufen werden soll, wie beispielsweise die Anwendung passwd (Passwortänderung; Eigentümer: root). Kennzeichnung durch den Kleinbuchstaben s wegen zusätzlich gesetzter Ausführungsrechte des Eigentümers. | Die Datei kann mit den Rechten des Eigentümers verwendet werden. Dies kann notwendig sein, wenn ein Programm root-Rechte benötigt, aber von normalen Benutzern aufgerufen werden soll, wie beispielsweise die Anwendung passwd (Passwortänderung; Eigentümer: root). Kennzeichnung durch den Kleinbuchstaben s wegen zusätzlich gesetzter Ausführungsrechte des Eigentümers. | Die Datei kann mit den Rechten des Eigentümers verwendet werden. Dies kann notwendig sein, wenn ein Programm root-Rechte benötigt, aber von normalen Benutzern aufgerufen werden soll, wie beispielsweise die Anwendung passwd (Passwortänderung; Eigentümer: root). Kennzeichnung durch den Kleinbuchstaben s wegen zusätzlich gesetzter Ausführungsrechte des Eigentümers. |
|                                                  | | | | | | | | | | | | |
| Beispiel 4 – Dateirecht 1777 für ein Verzeichnis | | | | | | | | | | | | |
| Gesetzte Bits                                    | Nein | Nein | Ja | Ja | Ja | Ja | Ja | Ja | Ja | Ja | Ja | Ja |
| Oktalwert                                        | 0 + 0 + 1 = 1 | 0 + 0 + 1 = 1 | 0 + 0 + 1 = 1 | 4 + 2 + 1 = 7 | 4 + 2 + 1 = 7 | 4 + 2 + 1 = 7 | 4 + 2 + 1 = 7 | 4 + 2 + 1 = 7 | 4 + 2 + 1 = 7 | 4 + 2 + 1 = 7 | 4 + 2 + 1 = 7 | 4 + 2 + 1 = 7 |
| Symbolische Notation                             | | | | r | w | x | r | w | x | r | w | t |
| Erläuterung                                      | Kennzeichnung eines Ordners zur gemeinsamen Benutzung für alle Anwender. Darin enthaltene Dateien und Ordner dürfen allerdings nur von ihren Eigentümern bearbeitet oder gelöscht werden, wie beispielsweise beim /tmp-Verzeichnis. Kennzeichnung durch den Kleinbuchstaben t wegen zusätzlich gesetztem Sticky Bit, angezeigt bei dem Execute-Bit für sonstige Benutzer.    | Kennzeichnung eines Ordners zur gemeinsamen Benutzung für alle Anwender. Darin enthaltene Dateien und Ordner dürfen allerdings nur von ihren Eigentümern bearbeitet oder gelöscht werden, wie beispielsweise beim /tmp-Verzeichnis. Kennzeichnung durch den Kleinbuchstaben t wegen zusätzlich gesetztem Sticky Bit, angezeigt bei dem Execute-Bit für sonstige Benutzer.    | Kennzeichnung eines Ordners zur gemeinsamen Benutzung für alle Anwender. Darin enthaltene Dateien und Ordner dürfen allerdings nur von ihren Eigentümern bearbeitet oder gelöscht werden, wie beispielsweise beim /tmp-Verzeichnis. Kennzeichnung durch den Kleinbuchstaben t wegen zusätzlich gesetztem Sticky Bit, angezeigt bei dem Execute-Bit für sonstige Benutzer.    | Kennzeichnung eines Ordners zur gemeinsamen Benutzung für alle Anwender. Darin enthaltene Dateien und Ordner dürfen allerdings nur von ihren Eigentümern bearbeitet oder gelöscht werden, wie beispielsweise beim /tmp-Verzeichnis. Kennzeichnung durch den Kleinbuchstaben t wegen zusätzlich gesetztem Sticky Bit, angezeigt bei dem Execute-Bit für sonstige Benutzer.    | Kennzeichnung eines Ordners zur gemeinsamen Benutzung für alle Anwender. Darin enthaltene Dateien und Ordner dürfen allerdings nur von ihren Eigentümern bearbeitet oder gelöscht werden, wie beispielsweise beim /tmp-Verzeichnis. Kennzeichnung durch den Kleinbuchstaben t wegen zusätzlich gesetztem Sticky Bit, angezeigt bei dem Execute-Bit für sonstige Benutzer.    | Kennzeichnung eines Ordners zur gemeinsamen Benutzung für alle Anwender. Darin enthaltene Dateien und Ordner dürfen allerdings nur von ihren Eigentümern bearbeitet oder gelöscht werden, wie beispielsweise beim /tmp-Verzeichnis. Kennzeichnung durch den Kleinbuchstaben t wegen zusätzlich gesetztem Sticky Bit, angezeigt bei dem Execute-Bit für sonstige Benutzer.    | Kennzeichnung eines Ordners zur gemeinsamen Benutzung für alle Anwender. Darin enthaltene Dateien und Ordner dürfen allerdings nur von ihren Eigentümern bearbeitet oder gelöscht werden, wie beispielsweise beim /tmp-Verzeichnis. Kennzeichnung durch den Kleinbuchstaben t wegen zusätzlich gesetztem Sticky Bit, angezeigt bei dem Execute-Bit für sonstige Benutzer.    | Kennzeichnung eines Ordners zur gemeinsamen Benutzung für alle Anwender. Darin enthaltene Dateien und Ordner dürfen allerdings nur von ihren Eigentümern bearbeitet oder gelöscht werden, wie beispielsweise beim /tmp-Verzeichnis. Kennzeichnung durch den Kleinbuchstaben t wegen zusätzlich gesetztem Sticky Bit, angezeigt bei dem Execute-Bit für sonstige Benutzer.    | Kennzeichnung eines Ordners zur gemeinsamen Benutzung für alle Anwender. Darin enthaltene Dateien und Ordner dürfen allerdings nur von ihren Eigentümern bearbeitet oder gelöscht werden, wie beispielsweise beim /tmp-Verzeichnis. Kennzeichnung durch den Kleinbuchstaben t wegen zusätzlich gesetztem Sticky Bit, angezeigt bei dem Execute-Bit für sonstige Benutzer.    | Kennzeichnung eines Ordners zur gemeinsamen Benutzung für alle Anwender. Darin enthaltene Dateien und Ordner dürfen allerdings nur von ihren Eigentümern bearbeitet oder gelöscht werden, wie beispielsweise beim /tmp-Verzeichnis. Kennzeichnung durch den Kleinbuchstaben t wegen zusätzlich gesetztem Sticky Bit, angezeigt bei dem Execute-Bit für sonstige Benutzer.    | Kennzeichnung eines Ordners zur gemeinsamen Benutzung für alle Anwender. Darin enthaltene Dateien und Ordner dürfen allerdings nur von ihren Eigentümern bearbeitet oder gelöscht werden, wie beispielsweise beim /tmp-Verzeichnis. Kennzeichnung durch den Kleinbuchstaben t wegen zusätzlich gesetztem Sticky Bit, angezeigt bei dem Execute-Bit für sonstige Benutzer.    | Kennzeichnung eines Ordners zur gemeinsamen Benutzung für alle Anwender. Darin enthaltene Dateien und Ordner dürfen allerdings nur von ihren Eigentümern bearbeitet oder gelöscht werden, wie beispielsweise beim /tmp-Verzeichnis. Kennzeichnung durch den Kleinbuchstaben t wegen zusätzlich gesetztem Sticky Bit, angezeigt bei dem Execute-Bit für sonstige Benutzer.    |

## Programme zum Verändern der Dateirechte

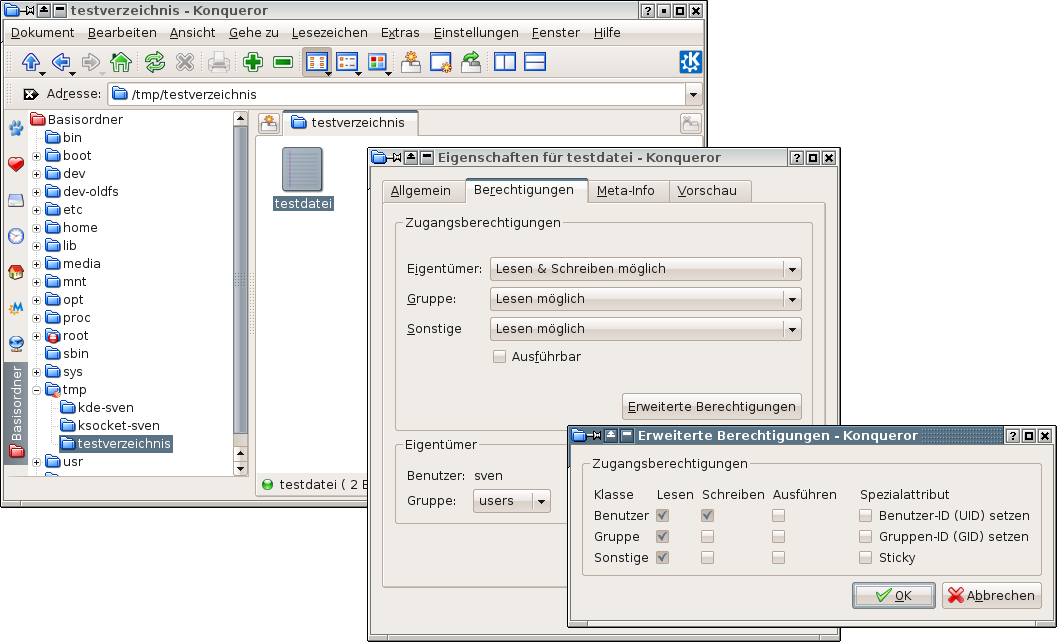
Unix-Dateirechte bearbeiten mit Konqueror

In der Unix-Kommandozeile können Dateirechte mit dem Befehl chmod (Abkürzung von change mode) verändert werden. Besitzer- bzw. Gruppenzugehörigkeiten werden mit den Befehlen chown bzw. chgrp beeinflusst. Viele Dateimanager sowie FTP-Clientprogramme moderner grafischer Benutzeroberflächen bieten ebenfalls Möglichkeiten zur Veränderung der Dateirechte.